# Ban Jelačićs torg

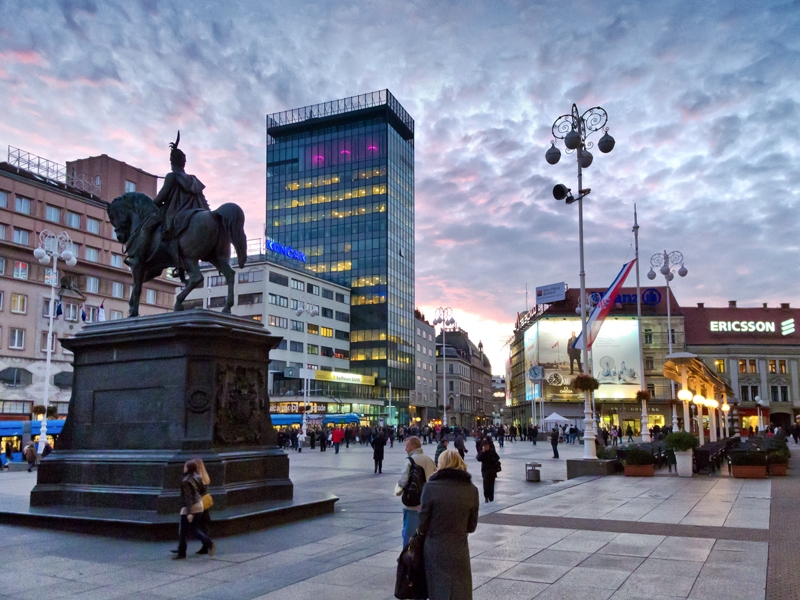
Ban Jelačičs torg (2012). Till vänster Ban Jelačić-statyns baksida. Centralt i bakgrunden syns byggnaden Ilica 1 och början av Ilica.

Ban Jelačićs torg (kroatiska: Trg bana Josipa Jelačića eller Trg bana Jelačića) är den kroatiska huvudstaden Zagrebs centrala torg. Torget är uppkallat efter banen och greven Josip Jelačić av Bužim och ligger i stadens centrala delar i Nedre staden, strax nedanför Zagrebs historiska stadskärna som utgörs av Gradec och Kaptol.

## Namnformer
Lokalt kallas torget populärt för Jelačić-plac (från tyskans Platz som betyder torg) eller bara för Trg (Torget). Då torget grundande på 1600-talet kallades det först för Harmica och 1947-1990 för Republikens torg (Trg Republike). 

## Arkitektur och offentlig konst
Runt torget finns byggnader som bär stildrag från klassicismen, secessionen och modernismen. Den äldsta byggnaden vid torget är från 1827.

### Ban Jelačićs staty

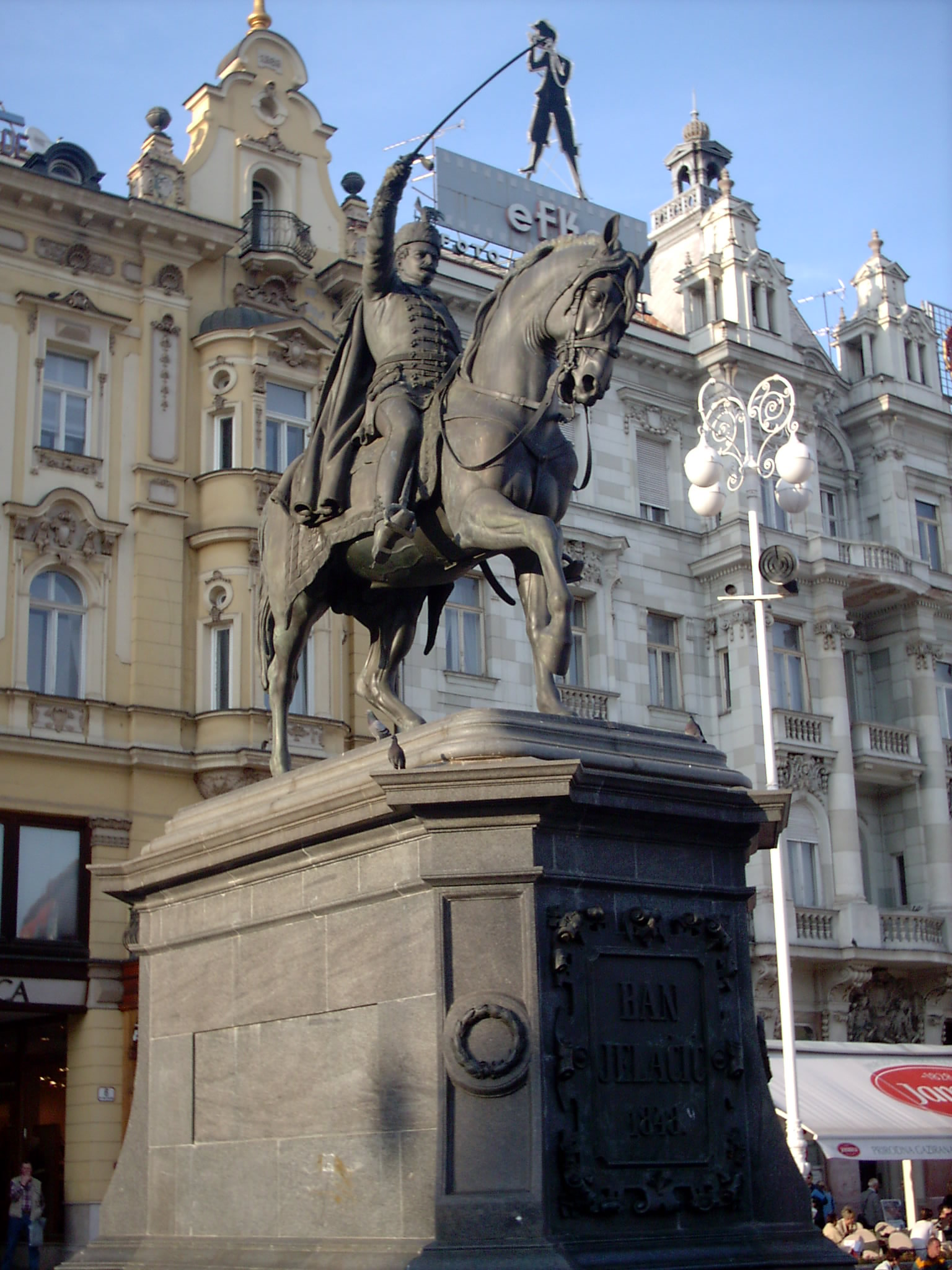
Ban Jelačićs staty.

Torget pryds av en stor ryttarstaty föreställande greve Josip Jelačić av Bužim till häst. Statyn skapades av den österrikiska arkitekten Anton Dominik Fernkorn och installerades på torget den 19 oktober 1866. 1947 avlägsnades statyn av de jugoslaviska kommunistiska myndigheterna och torget döptes formellt om till Republikens torg. Statyn förvarades därefter i konstmuseets Gliptotekas källare och återbördades den 11 oktober 1990 sedan Kroatien blivit självständigt från Jugoslavien. Samma år fick torget tillbaka sitt gamla namn, Ban Jelačićs torg.

### Manduševac
Vid torget finns en fontän vid namn Manduševac som är starkt förknippad med legenden om hur staden Zagreb fick sitt namn. Enligt denna legend ska en ban ha kommit tillbaka från ett stort fältslag. Trött och törstig bad han en ung flicka vid namn Manda att ösa upp vatten åt honom ur källan. Därefter har källan kallats Manduševac och staden fick heta Zagreb (efter verbet "zagrabiti" som betyder "att ösa"). 
Efter torgets rekonstruktion 1898 täcktes Manduševac över och dess exakta position föll i glömska. Den var sedan övertäkt fram till rekonstruktionen 1986 då den upptäcktes igen.  

### Fotnoter
1. ↑  Petrinović, Martina. ”Zagreb - Kroatiens huvudstad.” ( PDF). Zagrebs turistbyrå. Arkiverad från originalet den 17 juli 2014. https://web.archive.org/web/20140717155805/http://www.zagreb-touristinfo.hr/brosura/boje_grada/brosura001_SVEDSKI_za%20web.pdf. Läst 24 januari 2014.
2. ↑  Dragovoljac.com Arkiverad 2 februari 2014 hämtat från the Wayback Machine. (kroatiska)